# Антонина Бочева
Антонина Бочева e българска скулпторка, носителка на държавни отличия.

## Биография
Родена е на 31 май 1914 г. във Фердинанд. През 1940 г. завършва „Скулптура“ в Художествената академия в София при проф. Иван Лазаров и Веселин Томов. Работи предимно скулптурни портрети на български революционери, общественици и учени. Член на Съюза на художниците. Нейни творби има в София, Плевен, Дупница, Силистра и др. Умира през 2002 г.